# گمینا خبیه
گمینا خبیه (به لهستانی:  Gmina Chybie) یک گمینا در لهستان است که در شهرستان چیشن واقع شده‌است. گمینا خبیه ۳۱٫۸ کیلومتر مربع مساحت و ۹٬۳۶۵ نفر جمعیت دارد.